# Islotes Los Morros
Islotes Los Morros är öar i Mexiko. De är små klippöar, sammanlagt tretton och tillhör kommunen Mulegé i delstaten Baja California Sur, i den västra delen av landet. De ligger i viken Bahía Tortugas.